# Ubij me nežno
Ubij me nežno je slovenski erotični triler/drama iz leta 1979 v režiji Boštjana Hladnika po scenariju Frančka Rudolfa. Filmsko dogajanje je postavljeno v staro hišo ob morju, v kateri ob prepletanju resničnosti in domišljije prihaja do različnih nasilnih in erotičnih pripetljajev.

## Igralci
- Duša Počkaj
- Marina Urbanc
- Igor Samobor
- Miranda Caharija
- Janez Starina
- Vida Levstik
- Maks Furijan
- Janez Dolinar
- Sergej Pobegajlo
- Samo Nečimar
- Veronika Drolc
- Andreja Dreu
- Lili Brajer
- Ema Kurent
- Borut Telban
- Dragan Živadinov
- Matjaž Kušar
- Joseph Rakotorahalahy